# عبد الرحمن العاصمي
عبد الرحمن بن محمد بن مصدي العاصمي تم تعيينه مديراً عاماً لمكتب التربية العربي لدول الخليج منذ 9 مارس 2021. سابقًا كان نائب وزير التعليم السعودي من عام 1438 حتى 1442، وعضو مجلس الشورى السعودي من عام 1430 إلى 1434 هـ، كما شغل منصب مدير جامعة الأمير سطام بن عبدالعزيز (جامعة الأمير سلمان بن عبد العزيز سابقًا) من عام 1430 إلى 1438 هـ، وشغل منصب مدير التربية والتعليم في الخرج 1426 - 1427 هـ.

## التعليم
- بكالوريوس جغرافيا – جامعة الملك سعود 1406 هـ.
- ماجستير مناهج وطرق التدريس – جامعة الملك سعود 1410 هـ.
- دكتوراه مناهج وطرق التدريس – جامعة ويست فيرجينيا 1422 هـ.

## المناصب والخبرات الوظيفية
- مديرًا عامًا لمكتب التربية العربي لدول الخليج من 25 رجب 1442 هـ حتى تاريخه.[1]

- نائب وزيرالتعليم من 25 رجب 1438 هـ حتى تاريخه.[2]
- مدير جامعة الأمير سطام بن عبدالعزيز من 30 ذو الحجة 1430 هـ[3] وحتى 25 رجب 1438 هـ.[4]
- عضو مجلس الشورى من عام 1426 – 1430 هـ.
- مدير التربية والتعليم في الخرج من عام 1425 – 1426 هـ.
- مساعد عام البحوث التربوية من عام 1424 – 1425 هـ.
- مشرف تربوي للمواد الاجتماعية من عام 1412 – 1417 هـ.
- معلم في وزارة التعليم.

## عضوية مجالس ولجان
- عضو فريق صياغة اهداف ومفردات مقررات التربية الوطنية.
- عضو الفريق العلمي الخاص بمراجعة الخطة العشرية بوزارة التربية.
- عضو مجلس التطوير التربوي.
- عضو الجمعية السعودية للعلوم التربوية والنفسية (جستن).
- رئيس اللجنة العلمية المشرفة على تاليف مقررات العلوم الاجنماعية.
- رئيس لجنة الشؤون التعليمية والبحث العلمي بمجلس الشورى (السنة الرابعة – الدورة الرابعة).
- نائب رئيس مجلس إدارة الاتحاد المدرسي.
- عضو في مجلس التعليم العالي.
- عضو في اللجنة المؤقتة القائمة بأعمال التعليم العالي.
- عضو في اللجنة العليا للسلامة المرورية.
- عضو في اللجنة العليا لسياسات سوق العمل.
- عضو في اللجنة التنفيذية للجنة سياسات سوق العمل.

## المؤتمرات والندوات والنشر العلمي
- المشاركة في تأليف مقررات مادة التربية الوطنية المرحلة الثانوية.
- دراسة بعنوان التكوين المهني للمعلم في دول الخليج (باحث مشارك).
- دراسة تقويم تجربة التربية الوطنية في مدارس البنين (باحث).
- دراسة تقويم الدورات التدريبية لشاغلي الوظائف التعليمية (باحث مشارك).
- ورقة عمل بعنوان تجارب من الميدان (رئيس الفريق) – لقاء قادة العمل بجازان 1421 هـ.
- ورقة عمل حول مشكلة تعليم الجغرافيا والحلول المقترحة في لقاء ندوة الجمعية الجغرافية.
- ورقة عمل عن دور الجامعات في خدمة المجتمع المحلي (جامعة الأمير سطام بن عبد العزيز).